# Evangelische Kirche (Niederscheld)

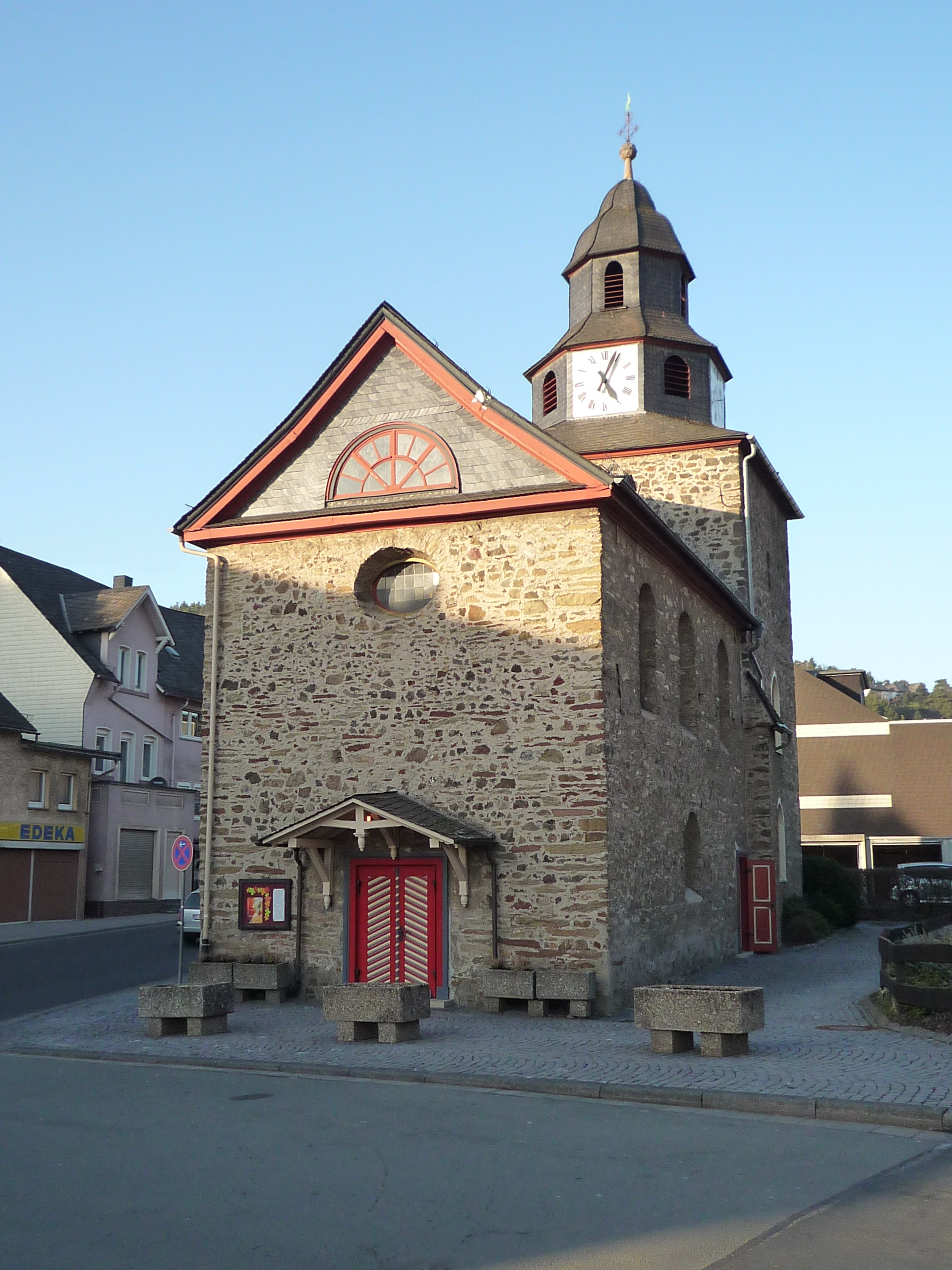
Evangelische Kirche in Niederscheld

Die evangelische Kirche Niederscheld ist ein denkmalgeschütztes Kirchengebäude im Stadtteil Niederscheld von Dillenburg im Lahn-Dill-Kreis in Hessen. Die Kirchengemeinde gehört zum Dekanat an der Dill der Propstei Nord-Nassau in der Evangelischen Kirche in Hessen und Nassau.

## Beschreibung
Die kleine, im Kern mittelalterliche Saalkirche mit dem massigen Chorturm im Nordosten brannte 1756 ab und wurde 1762 erneuert. Beim Wiederaufbau der Kirche wurde der Chorturm mit einer gestaffelten, achtseitigen Haube bedeckt, die den Glockenstuhl und die Turmuhr beherbergt. Das Satteldach des sich in gleicher Breite anschließenden Kirchenschiffes wurde 1802 errichtet. Der Übergang vom Chor zum Kirchenschiff ist auf beiden Seiten durch Strebepfeiler verstärkt. Der untere Teil des Kirchenschiffes ist mittelalterlich, auf den beiden Längsseiten befindet sich jeweils ein kleines vermauertes Ochsenauge.
Der Innenraum hat dreiseitige, zweigeschossige Emporen auf hölzernen Säulen. Die untere Empore und auch die Orgelempore wurden 1762 errichtet, die obere Empore zusammen mit dem neuen Dachstuhl 1802. Unter der Orgelempore befindet sich die Kanzel mit einem Schalldeckel.
Die erste Orgel wurde 1862 von Gustav Raßmann gebaut. Sie wurde um 1954 von Günter Hardt auf 15 Register, zwei Manuale und Pedal erweitert.